# Adriaen van Bloemen
Adriaen van Bloemen oder Adriaen Bloem (getauft am 27. Februar 1639 in Antwerpen; † um 1697) war ein flämischer Maler, Grafiker, Zeichner und Kupferstecher.

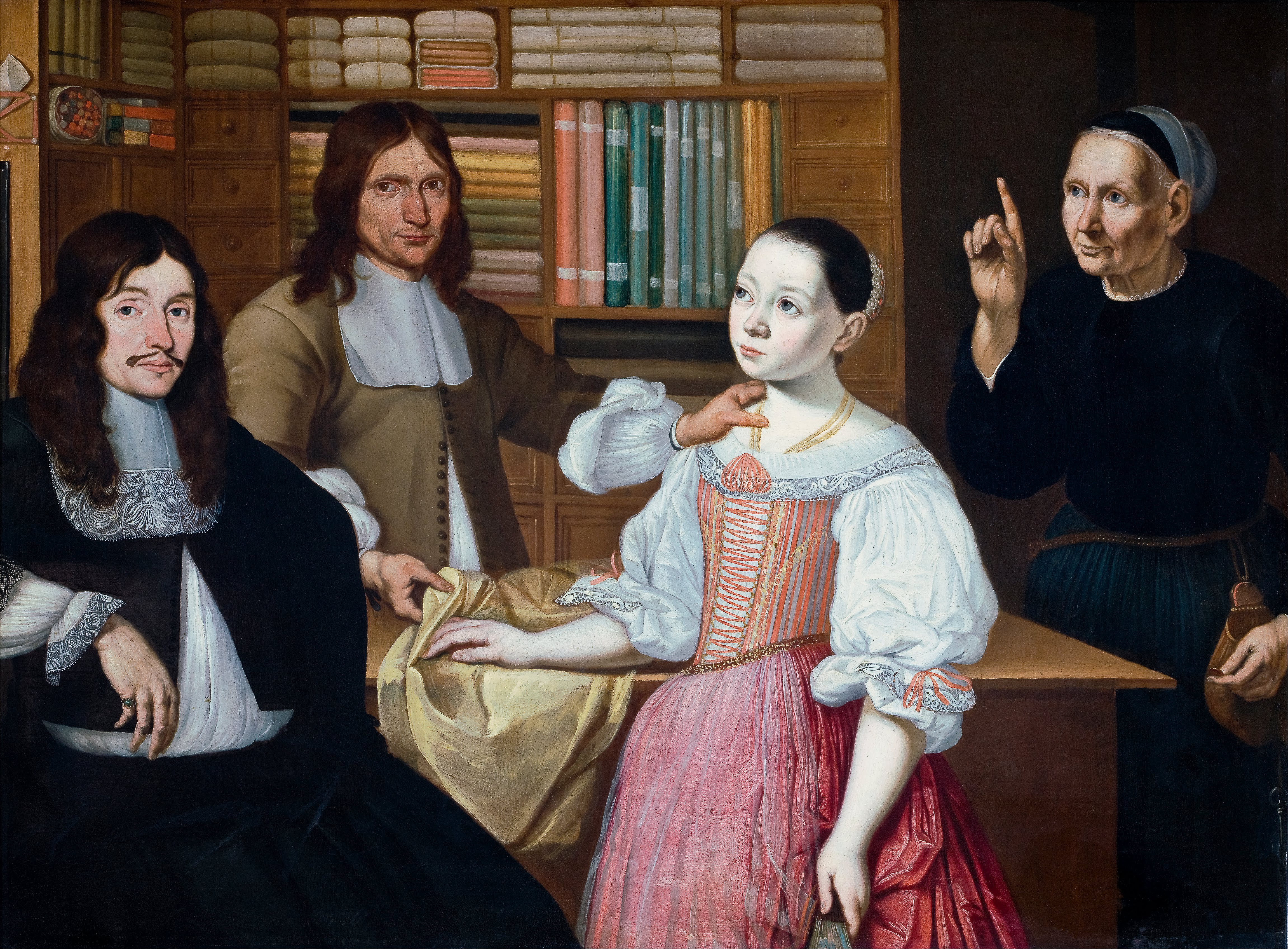
Im Laden des Tuchhändlers

Er war vor allem Porträtmaler und schuf Einzel- und Gruppenporträts. Sein Werk ist vor allem durch die Kupferstiche bekannt, die verschiedene Kupferstecher nach seinen Vorlagen anfertigten.

## Leben
Van Bloemen wurde in Antwerpen geboren. Im Zunftjahr 1656–1657 wurde er als Schüler von Jan Peeters I., einem Maler, der für seine Meereslandschaften und topographischen Zeichnungen bekannt war, in die Antwerpener Lukasgilde aufgenommen. Eine Aufnahme als Meister in die Antwerpener Gilde ist nicht belegt.
Er verließ seine Heimatstadt Antwerpen, um in Wien zu arbeiten, wo er Hofmaler von Kaiser Leopold I. wurde. Er wird erstmals am 10. Juli 1668 in Wien erwähnt, als er Maria Caecilia Offenbach, die Tochter von Jacob von Offenbach, heiratet.

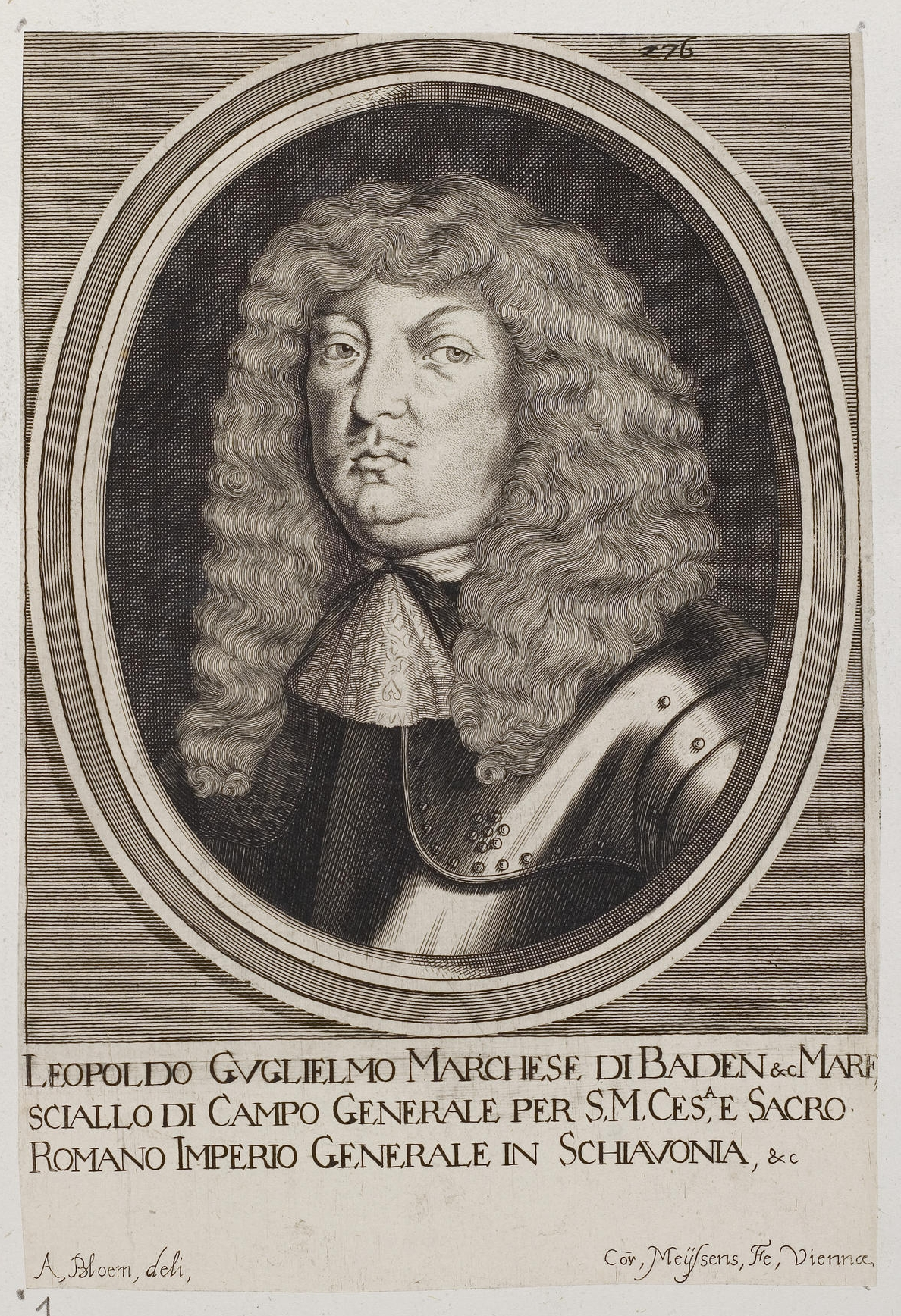
Porträt von Leopold Wilhelm von Baden-Baden, gestochen von Cornelis Meyssens nach einem Entwurf von van Bloemen

Ort und Datum von van Bloemens Tod sind unbekannt. Es wird vermutet, dass er 1694 oder später in Wien starb. Seine letzte Erwähnung in Wien datiert vom 30. Januar 1694, dem Todestag seiner Frau.

## Werk
Während er bei einem Landschaftsmaler in die Lehre ging, spezialisierte sich van Bloemen auf die Porträtmalerei. Er malte Einzel- und Gruppenporträts. Sein Werk ist vor allem durch die Kupferstiche bekannt, die verschiedene Kupferstecher nach seinen Vorlagen anfertigten. Während seiner Zeit in Wien signierte er seine Werke mit „A. Bloem“.
Es können nur sehr wenige Gemälde ihm zugeschrieben werden. Im Schloss Libochovice befindet sich ein signiertes Porträt des Fürsten Gundakar von Dietrichstein. Das Gemälde Im Laden des Tuchhändlers (1670er Jahre, Hallwyl-Museum) mit der Signatur „A Bloem. f“ (rechts vor dem Ladentisch) zeigt, dass er sich möglicherweise von Gemälden inspirieren ließ, die er in Wien gesehen hatte. In der kaiserlichen Sammlung (heute im Kunsthistorischen Museum in Wien) befand sich ein Gemälde des niederländischen Malers Frans van Mieris der Ältere mit demselben Thema, genannt „Ein Herr im Tuchladen“. Ein Gruppenbildnis mit der Signatur A. Bloem wurde am 15. und 16. April 1902 in Amsterdam versteigert, sein Verbleib ist jedoch unbekannt.
Van Bloemen arbeitete an der Historia di Leopoldo Cesare mit, die von Galeazzo Gualdo Priorato verfasst und von dem flämischen Verleger Johann Baptist Hacque aus Antwerpen in Wien herausgegeben wurde. Der erste und zweite Band des Buches erschienen 1670, der dritte 1674. Der erste Band schildert die politischen und militärischen Erfolge Kaiser Leopolds I. zwischen 1656 und 1670 und ist hauptsächlich mit Stichen flämischer und niederländischer Kupferstecher nach Entwürfen anderer niederländischer, aber auch deutscher und italienischer Künstler illustriert. Die Illustrationen zeigen vor allem Porträts europäischer Monarchen und bedeutender Adeliger, Szenen aus Schlössern und Schlachten, Landkarten und Zeremonien. Neben van Bloemen waren die niederländischen und flämischen Künstler Frans Geffels, Jan de Herdt, Franciscus van der Steen, Gerard Bouttats, Cornelis Meyssens, Sebastian van Dryweghen und Jacob Toorenvliet beteiligt. Auch die deutschen Künstler Moritz Lang, Johann Martin Lerch und Johann Holst sowie die Italiener Il Bianchi, Marco Boschini und Leonardus Hen.t Venetiis leisteten Beiträge. Van Bloemen lieferte eine Reihe von Entwürfen für die Porträts, die auf den Stichen mit „A Bloem“ signiert sind. Diese Entwürfe wurden von anderen Künstlern gestochen und in dieses Werk aufgenommen.